# Alien vs. Predator (film)
Alien vs. Predator (AVP: Alien vs. Predator) è un film del 2004, diretto da Paul W. S. Anderson. La pellicola, rimasta in development hell per 11 anni, è un crossover delle saghe cinematografiche prodotte dalla 20th Century Fox di Alien e Predator, oltre che un prequel (non canonico) della saga di Alien e spin-off di entrambe.
L'idea di un confronto tra le due razze aliene era già stata sviluppata alla fine degli anni ottanta nella serie a fumetti Aliens vs Predator di Randy Stradley pubblicata dalla Dark Horse Comics, e nel videogioco Aliens versus Predator del 1999. Il film fa parte del media franchise Alien vs. Predator, e ha avuto un seguito nel 2007 intitolato Aliens vs. Predator 2.

## Trama
Anno 2004. Un satellite appartenente alla compagnia Weyland Industries in orbita sopra l'Antartide rivela un improvviso aumento di temperatura sull'isola di Bouvetøya. Charles Bishop Weyland, il direttore della compagnia, chiama a sé esperti di sopravvivenza, archeologi, chimici e trivellatori su una nave rompighiaccio e comunica a tutti di aver scoperto una piramide situata 600 metri sotto la superficie, che possiede elementi della civiltà egizia, azteca e cambogiana e offre a tutti la possibilità di scoprire cosa c'è dentro di essa. La guida della spedizione, Alexa Woods, vorrebbe prima far preparare la squadra per affrontare la spedizione sul ghiaccio, ma non può far altro che seguire la spedizione dopo aver prima rifiutato di andare con il gruppo. Assieme a lei ci sono gli archeologi Sebastian de Rosa e Thomas Paks, il chimico Graeme Miller, gli addetti alla sicurezza Max Stafford, Adele Rosseau e Mark Verheiden e il capo della squadra di trivellazione Rustenn Quinn. La fonte di calore è scaturita da un'astronave Predator in prossimità della Terra, che ha lanciato un raggio laser sull'isola.
Arrivati a destinazione i componenti del gruppo trovano un'antica stazione di caccia abbandonata e in prossimità della collocazione della piramide un buco che si estende fino alla piramide causato dall'astronave dei Predator: a quel punto si decide che la squadra di trivellazione rimarrà nella stazione di caccia mentre il resto del gruppo scenderà assieme ad Alexa fino alla piramide. Arrivati nel punto dove è posizionata la piramide non trovano segni di altre squadre, ma entrano comunque nella piramide; uno dei componenti del gruppo tuttavia attiva involontariamente un meccanismo della piramide, risvegliando nella camera attorno a cui è costruita la struttura una Regina Xenomorfa ibernata che, appena sveglia, comincia a deporre uova.
Il gruppo arriva successivamente nella camera sacrificale e qui si divide nuovamente: sette membri della squadra rimangono lì, Alexa e il resto continuano a scendere. Intanto Quinn e la sua squadra vengono uccisi da tre giovani Predator atterrati dall'astronave sull'isola: il leader del gruppo Celtic, l'esperto in armi da taglio Chopper e il più giovane del trio Scar. Alexa e il suo gruppo arrivano ad una camera situata sotto quella sacrificale e trovano i Plasma Caster dei cacciatori alieni. Weyland ordina di prenderli, contro il volere di Sebastian.
Appena prelevate le armi sconosciute però la piramide si modifica e molte delle porte vengono bloccate e altre se ne aprono: i tre Predator si precipitano dentro la piramide e il gruppo con Rousseau e Thomas viene infettato dagli Stringifaccia usciti dalle uova della regina. Il gruppo rimasto decide di uscire dalla piramide ma alcuni del gruppo vengono uccisi da Celtic e Chopper (che si muovono con agilità nei corridoi) e durante il nuovo cambio di configurazione della piramide altri tra cui Miller e Verheiden rimangono isolati. Essi vengono poi catturati dagli Xenomorfi e successivamente infettati.
Sopravvivono solo Alexa, Sebastian - di cui Alexa si è innamorata -, Weyland (che da qualche tempo accusa problemi respiratori) e Max. I quattro però vengono attaccati da Celtic, che riesce ad uccidere Max e si prepara a fare lo stesso con Sebastian mentre quello cerca di fermarlo. Alexa tenta di colpirlo alle spalle, ma viene stordita da un calcio di Chopper: il Predator sta per ucciderla quando viene infilzato da una coda, che si rivela essere quella di uno Xenomorfo, che uccide Chopper con la lingua dentata; Celtic, vedendo lo Xenomorfo, lascia stare Sebastian e attacca il nuovo arrivato e i tre superstiti ne approfittano per fuggire. I due alieni cominciano un violento scontro, nella quale Celtic sembra prevalere riuscendo a ferire orribilmente la testa e coda del nemico, ma alla fine la sua superbia nell'avvicinarsi lentamente allo Xenomorfo mentre è intrappolato in una rete, viene punita dall'avversario che lo uccide con la lingua dentata, per poi lanciare un grido di vittoria. Contemporaneamente i tre umani sono inseguiti dal Predator Scar; Weyland decide allora di sacrificarsi per dare il tempo a Alexa e Sebastian di scappare, ma Scar decide di risparmiarlo, dopo averne constatato lo stato di salute precario. Weyland colpisce il Predator con un lanciafiamme improvvisato e Scar, provocato da tale atto, lo uccide.
Scar non riesce a raggiungere i due umani per via della nuova riconfigurazione della piramide, ma in compenso uccide uno Stringifaccia e uno Xenomorfo. Quando Alexa e Sebastian osservano Scar marchiarsi con il sangue acido di un alieno (subito dopo Scar viene infettato da un secondo Stringifaccia), capiscono come siano andate le cose: molti millenni fa, i Predator arrivarono sulla Terra e insegnarono agli umani a costruire, venendo venerati come dei. I Predator tornavano ogni cento anni e pretendevano dei sacrifici per far riprodurre gli Xenomorfi (loro nemesi e preda favorita), che i giovani Predator dovevano uccidere in un rito di passaggio per dimostrare di essere degni di portare il marchio. Se fossero stati sopraffatti avrebbero attivato un bracciale in grado di generare un'esplosione di potenza inaudita, assicurandosi che niente sarebbe sopravvissuto.
I due sopravvissuti decidono di restituire il Plasma Caster allo Yautja per farselo alleato. Tuttavia essi vengono separati, poiché Sebastian viene rapito dagli Xenomorfi guidati dal loro leader "Grid" (lo Xenomorfo sfigurato dalla rete che uccise Chopper e Celtic). Alexa rimane sola e non sa cosa fare. Scar la trova e si appresta ad ucciderla; lei lo supplica di risparmiarla e gli restituisce la sua arma. In quel momento il Predator viene attaccato da uno Xenomorfo, che però si accorge di Alexa e la sceglie come bersaglio. Alexa reagisce prontamente prendendo la lancia Yautja (caduta a Scar) e uccide lo Xenomorfo. I due intanto vengono attaccati da altri Xenomorfi; il Predator riesce ad ucciderne alcuni grazie alla nuova arma, ma questi si dileguano perché richiamati dalla regina Xenomorfa. Allora Scar si riprende la lancia e comincia ad allontanarsi. Alexa, non volendo rimanere sola, decide di seguirlo. Scar non sembra prenderla bene, ma cambia subito idea: taglia la testa e la coda allo Xenomorfo morto, facendone rispettivamente uno scudo e una lancia, e li dona ad Alexa. I due si incamminano verso l'uscita.
Arrivati alla camera sacrificale trovano Sebastian ormai infettato; Alexa è costretta ad ucciderlo per non farlo soffrire. Intanto gli Xenomorfi liberano la Regina, ferendola abbastanza per far sì che l'acido distrugga le catene che la imprigionano, nel frattempo Scar decide di attivare il congegno di autodistruzione del bracciale, per poi staccarlo e lanciarlo in mezzo a delle uova. Dopo averlo azionato, lui e Alexa corrono verso l'uscita. Arrivati, Alexa programma il dispositivo di salita rapida e poco dopo salva Scar dall'attacco di uno Xenomorfo. I due si salvano per un soffio dalla gigantesca esplosione del bracciale, dopodiché il Predator si leva la maschera e decide di imprimere il marchio anche ad Alexa, riconoscendola come una degna guerriera. Ma i due vengono attaccati dalla Regina, che si è salvata ed è furiosa per la morte della sua prole. Durante il combattimento Alexa e Scar si salvano reciprocamente la vita e riescono a far affondare la Regina nelle gelide acque antartiche; tuttavia, il Predator viene ferito a morte dalla coda di quest'ultima.
Alexa rimane immobile sul cadavere del suo defunto alleato, ma viene raggiunta dagli altri Predator, arrivati con la loro astronave madre, che disabilitano il sistema d'occultamento. Quattro di loro trasportano Scar, ormai defunto, a bordo, mentre il leader dei cacciatori, vedendo che Alexa porta il marchio, le dona una potente lancia da combattimento a più lame, premio che era destinato al novizio che fosse uscito vivo dalla piramide. Infine l'astronave decolla ritirandosi nello spazio, e Alexa si allontana. Tuttavia, nell'astronave, all'insaputa degli occupanti, dal petto di Scar fuoriesce una nuova variante di Xenomorfo: il Predalien.

## Produzione

### Retroscena
Dal luglio 1988 al giugno 1990 la casa editrice statunitense Dark Horse pubblica la trilogia fumettistica di Aliens, riscuotendo un grande successo, così come con Predator: the Heat, sequel a fumetti del film omonimo di John McTiernan. La Dark Horse decide così di presentare al pubblico una storia a fumetti che unisse le due creature aliene della casa cinematografica Fox: Aliens vs Predator, scritto da Randy Stradley e disegnato da Phill Norwood (nn. 1-3) e Chris Warner (n. 4). La serie ebbe anche un numero 0 (luglio 1990), sempre di Stradley e Norwood, in realtà ristampa di una singola storia in bianco e nero pubblicata su Dark Horse Presents nn. 34-36 (novembre 1989-febbraio 1990) in tre puntate.
Il successo è immediato, tanto che quando Stephen Hopkins dirige il film Predator 2, uscito nel novembre 1990, inserisce nel finale una citazione da Aliens: nell'astronave del Predator, infatti, fra i trofei troneggia il teschio di uno xenomorfo.
Nel 1991 lo sceneggiatore Peter Briggs adatta per il cinema la storia di Aliens vs Predator, che però rimane inutilizzata.
Già nell'ottobre del 1992 la rivista Aliens, mensile dedicato agli appassionati del genere, annuncia la nascita del progetto per trasporre in film Aliens vs Predator. Si cita un regista, Roland Emmerich, e si cita un abbozzo di trama: alien e predator che si scontrano su un pianeta semi-disabitato. Del progetto, però, non se ne saprà più nulla.

### Sviluppo
Basandosi dichiaratamente sui libri di Erich von Däniken, fautore della teoria secondo la quale le piramidi egiziane, cambogiane ed azteche siano state costruite con l'intervento di intelligenze extraterrestri, il regista e sceneggiatore britannico Paul W. S. Anderson nel 2003 scrive la sceneggiatura per Alien vs Predator (dove Alien è scritto al singolare, senza la "s", per distinguerlo dalla serie fumettistica della Dark Horse). Dopo più di 40 sceneggiature rifiutate dalla Fox, quella di Anderson riesce finalmente a convincere i produttori ad iniziare le riprese. Anderson si è inoltre ispirato al romanzo Alle montagne della follia di H.P. Lovecraft, considerato il precursore di un genere di opere con spedizioni alle regioni polari.
Mentre la saga fumettistica si slega completamente sia dalle storie dei film di Alien che da quelli di Predator, la storia di Anderson si pone come antecedente della tetralogia aliena. Mentre il primo Alien di Ridley Scott si svolge nel futuro, raccontando il primo incontro fra umani ed alieni, il film di Anderson anticipa quell'incontro ambientandolo in tempi odierni.
L'unico contatto, però, con la saga aliena è costituito dal personaggio di Bishop, interpretato da Lance Henriksen. Mentre in Aliens - Scontro finale ed in Alien³ Bishop è un androide, in Alien vs Predator è una persona in carne ed ossa, fondatore della Compagnia Weyland-Yutani, presente anch'essa nelle altre storie, e modello per il futuro androide Bishop. In seguito il film ed il suo sequel persero la canonicità rispetto alla serie originale a causa della serie prequel.

## Promozione
- «Whoever wins... We lose.»
«Chiunque vinca... noi perdiamo.»
- «It's our planet... It's their war.»
«È il nostro pianeta... È la loro guerra.»

## Accoglienza

### Critica
Alien vs. Predator è stato generalmente accolto da recensioni negative. Sul sito di Rotten Tomatoes ha una percentuale di gradimento del 22% sulla base di 146 recensioni, il consenso critico cita: «Violenza grafica senza spavento e personaggi che sono ritagli di cartone rendono questo scontro tra mostri una seduta smorta».
Michael Wilmington del Chicago Tribune scrisse: «Il film è talmente pieno di cliché da monster movie che pregherete affinché la maggior parte del cast venga uccisa in fretta, così che vengano tirati fuori dalla loro (e dalla nostra) miseria.».
Jack Mathews del Daily News bocciò il film, commentando: «Il regista e sceneggiatore Paul W. S. Anderson ha creato il più bieco, se non il peggiore, film di fantascienza dai tempi di Battaglia per la Terra.».
Il film è stato criticato negativamente anche su MYmovies.it, dove gli si contesta un «involontario clima da B-movie» nonostante il budget consistente.

## Riconoscimenti
- 2004 – Broadcast Music Incorporated
  - Broadcast Music Incorporated a Harald Kloser
- 2004 – Razzie Awards
  - Candidatura per il peggior remake o sequel

## Sequel
Il film ha avuto un sequel intitolato Aliens vs. Predator 2, uscito in Italia il 25 gennaio 2008.